# Theodor Pinet
Carl Henrik Theodor Pinet (Närke, 17 augustus 1875 – Åmmeberg, 22 april 1968) was een Zweeds componist, dirigent en organist.

## Levensloop
Pinet komt uit een muzikale familie die oorspronkelijk afkomstig is uit België. In Luik heeft zijn vader ooit een gouden medaille voor zijn dwarsfluitspel gekregen. Zijn moeder, een dochter van muziekdirecteur Carl Malmsten, was een gediplomeerde organiste. Theodor Pinet studeerde vanaf 1891 aan de Kungliga Musikhögskolan te Stockholm en behaalde zijn diploma's als organist in 1896 en als kerkzanger in 1898. Naast zijn serieuze muziekstudies was hij ook bezig met het componeren van dansmuziek en zo werd in 1898 zijn Saisonens vals in de muziekuitgeverij "Abraham Lundquists förlag" gepubliceerd. Toen was het gewone praktijk bepaalde werken voor de dansorkesten, die bij grote festijnen optredens verzorgden, te componeren en te bewerken. Spoedig werd Pinet een gevraagd componist voor dergelijke muziek. 
Hij introduceerde de zogenoemde Boston, een soort wals, die in heel Zweden zich spoedig als een voorname dans etableerde. Hij speelde in herenhuizen op particuliere bals en behoorde later tot de erecommissie voor de grote bals die koning Oscar II van Zweden gaf. Bij deze evenementen speelde de "Hovkapellet", het orkest van de Koninklijke opera. Tijdens de tentoonstelling in 1909 te Stockholm (Stockholms konstindustriutställning) in de "Friesens Park" werden zijn boston Tendresse, Charme en Rysk boston uitgevoerd. 
In de herfst van 1909, pas na de tentoonstelling, maakte hij van het grote theater "Cirkus" in Djurgården zijn eigen danspaleis "Bostonparadis". Pinets "Bostonparadis" werd erg populair in alle kringen van het gezelschap rond de Zweedse hoofdstad en de trammaatschappij zette extra trams in, om de geïnteresseerden heen en terug te vervoeren. Iedereen wilde dansen op de klanken van Theodore Pinets orkest. In 1923 speelde hij met zijn orkest ook tijdens de tentoonstelling te Göteborg. Later verzorgde hij ook optredens in Gröna Lund en in het danspaleis "Sveasalen" in Stockholm. 
Hij geldt als ongekroonde "Boston Koning" in zijn naam blijft verbonden met de grote bal- en dansfeesten voor de Eerste Wereldoorlog, maar hij werkte verder als dirigent van zijn dansorkest tot in de jaren 1950. In 1957 werd hij bekroond met de "Fred Winterprijs". Hij is begraven op de begraafplaats van Askersund.

## Composities
- 1898 Glädjen högt i tak, hambo
- 1898 Saisonens vals
- 1902 Penseér, vals
- 1903 Tendresse, Boston
- 1904 Carmencita – pas d'Espagne
- 1905 Boulevard-polka
- 1906 Charme, Boston
- 1909 Bondvals – tekst: Göran Svenning
- 1909 Rysk boston (opgedragen aan grootvorstin Maria Paulowna van Rusland, de latere echtgenote van prins Willem van Zweden)
- 1910 Mayflower, valse boston, op. 40
- 1911 Drömmar, wals
- 1911 Tionde April – Two Step, ragtime
- 1913 Madame X
- 1913 Majpokalen, one step
- 1913 Olympiska Spelen, valse boston
- 1930 Bravo, polka
- Thule cacao
- Ta-ra-ta-ta!, two-step

### Filmmuziek
- Karina